# Аполлодор из Артемиты
Аполлодор Артемитский (др.-греч. Ἀπολλόδωρος Ἀρτεμιτηνός) — древнегреческий писатель из Артемиты в Вавилонии, жил на рубеже II — I веков до н. э.
Аполлодор родился в Артемите — эллинистическом городе на расстоянии 500 стадий к востоку от Селевкии-на-Тигре. Известен как автор «Парфики» — книги о истории Парфянского царства и соседних земель, в частности Бактрианы. Отрывки из книги дошли к нам в сочинениях Страбона и Афинея. Некоторые исследователи считают, что Помпей Трог также использовал при написании своей «Филипповой истории» работы Аполлодора. Согласно Страбону, Аполлодор много путешествовал, посещал разные страны. Считается, что он был связан с торговой аристократией Селевкии-на-Тигре, и эти его путешествия обусловливались выполнением коммерческих поручений. Аполлодор стал первым в истории историком Парфии.